# San Lorenzo in Panisperna
De San Lorenzo in Panisperna, ook San Lorenzo in Formoso voluit de Chiesa di San Lorenzo in Panisperna is een vroegchristelijke kerk in Rome gelegen aan de Via Panisperna. De kerk is opgedragen aan Laurentius van Rome die volgens de overlevering op de plaats waar het kerkgebouw is gelegen gemarteld geweest is. De San Lorenzo in Panisperna is een titelkerk.
Panisperna, zoals voorkomt in straat- en kerknaam, verwijst vermoedelijk naar een traditie van de clarissen, welke orde vlak naast de kerk een klooster heeft, om op de naamdag van Laurentius, 10 augustus, jaarlijks brood en ham uit te delen aan de behoeftigen. In de andere kerknaam, slaat Formoso op de naam van paus Formosus tijdens wiens pontificaat de eerste kerk op die locatie waarvoor bronnen bestaan gebouwd werd.
De kerk werd herbouwd van 1565 tot 1574.

## Titelkerk
- Decio Carafa (1612-1612)
- Johan Theodoor van Beieren (1746-1759)
- Giovanni Vincenzo Antonio Ganganelli (1759-1762) (wisselde vervolgens voor de Santi XII Apostoli, werd later Paus Clemens XIV)
- Giulio Boschi (1901-1920)
- Antonio Caggiano (1946-1979)
- Michael Kitbunchu (1983-heden)